# Beweisantrag
Ein Beweisantrag ist im deutschen Prozessrecht ein Antrag an das Gericht, einen bestimmten Beweis zu erheben.

## Strafprozess

### Allgemeines
Im Strafprozess ist die Beweisaufnahme in § 244 StPO geregelt. Gemäß dem in § 244 Abs. 2 StPO niedergelegten Untersuchungsgrundsatz erhebt das Gericht von Amts wegen alle zur Aufklärung des Sachverhalts erforderlichen Beweise. Allerdings können die am Verfahren Beteiligten, also der Angeklagte, der Verteidiger, die Staatsanwaltschaft, der Nebenkläger, der Privatkläger und der Adhäsionskläger, beantragen, dass das Gericht einen bestimmten Beweis erhebt. Ein in der Hauptverhandlung gestellter Beweisantrag darf im Grundsatz nur abgelehnt werden, wenn ein im Gesetz vorgesehener Ablehnungsgrund vorliegt.
Besonderheiten gelten vor dem Strafrichter am Amtsgericht im beschleunigten Verfahren (§ 420 Abs. 4 StPO), im Verfahren nach Einspruch gegen einen Strafbefehl (§ 411 Abs. 2 Satz 2 StPO) und im Privatklageverfahren (§ 384 Abs. 3 StPO): In diesen Fällen bestimmt das Gericht den Umfang der Beweisaufnahme, ohne an Beweisanträge gebunden zu sein. Lediglich die Amtsaufklärungspflicht ist auch in diesen Verfahren zu beachten und kann gebieten, einem Beweisantrag nachzugehen.
Ein Beweisantrag liegt nur vor, wenn eine bestimmte Beweisbehauptung (Beispiel: Die Tatsache, dass der Angeklagte zur Tatzeit nicht am Tatort, sondern in der Wohnung seiner Eltern war) und ein bestimmtes Beweismittel (Beispiel: Vernehmung der Eltern als Zeugen) benannt wird.
Ein Beweisantrag ist in der Hauptverhandlung mündlich zu stellen und zu begründen. Er muss in das Hauptverhandlungsprotokoll aufgenommen werden. Die Anordnung schriftlicher Antragstellung ist nur unter engen Voraussetzungen zur Verhinderung von massenhaften missbräuchlichen Beweisanträgen zulässig (§ 257a StPO). Sie gilt nur für die Zukunft. Ein von der Anwesenheitspflicht nach § 233 StPO entbundener Angeklagter kann Beweisanträge auch in der vorher stattfindenden richterlichen Vernehmung stellen. Sie müssen in der Hauptverhandlung zur Sprache gebracht werden und gelten als dort gestellt.
Eine schriftliche Antragstellung ist nicht vorgesehen. Es ist aber möglich, den Beweisantrag zusätzlich zur Verlesung schriftlich als Anlage zu Protokoll zu überreichen. Es ist auch unschädlich, wenn der Vorsitzende einen schriftlich übergebenen Beweisantrag verliest. Entscheidend ist, dass die anwesenden Verfahrensbeteiligten von seinem Inhalt Kenntnis nehmen können. Davon abgesehen können vor Beginn der Hauptverhandlung Beweisanträge nach § 219 StPO schriftlich oder zu Protokoll der Geschäftsstelle gestellt werden, die zwar inhaltlich einem in der Hauptverhandlung gestellten Beweisantrag entsprechen müssen, jedoch nur auf Ladung eines Zeugen oder Sachverständigen gerichtet sind. Sie dürfen nicht als wahr unterstellt abgelehnt werden.

### Ablehnung von Beweisanträgen

#### Ablehnungsgründe
Ein Beweisantrag muss abgelehnt werden, wenn die beantragte Beweiserhebung unzulässig ist (Beweisverbot). Dies ist der Fall, wenn das Beweismittel unzulässig ist (Beispiel: Wenn ein Zeuge in der Hauptverhandlung berechtigterweise das Zeugnis verweigert, darf das Protokoll über eine frühere Vernehmung des Zeugen nicht verlesen werden, § 252 StPO) oder wenn über das Thema kein Beweis erhoben werden darf (Beispiel: Rechtsfragen sind vom Gericht zu beantworten und können nicht Gegenstand einer Beweiserhebung sein).
Ansonsten kann, muss aber nicht, ein Beweisantrag in folgenden Fällen abgelehnt werden:
- Die Beweiserhebung ist wegen Offenkundigkeit überflüssig. Hier unterscheidet man allgemeinkundige Tatsachen, also Tatsachen, die jeder kennt, und gerichtskundige Tatsachen, also Tatsachen, die dem Gericht bekannt sind. Beispiel für allgemeinkundige Tatsachen: Dass am 20. Juni abends um 20.00 Uhr die Sonne noch nicht untergegangen ist, dass Berlin die deutsche Hauptstadt ist etc. Eine allgemeinkundige Tatsache ist nach ständiger Rechtsprechung des Bundesgerichtshofs auch der Holocaust.[3][4] Beispiel für gerichtskundige Tatsachen: Dass die Strafaussetzung zur Bewährung des Angeklagten in einem anderen Verfahren widerrufen worden ist, dass ein früherer Mitangeklagter gegen seine Verurteilung kein Rechtsmittel eingelegt hat etc. Ein Beweisantrag kann auch wegen Offenkundigkeit abgelehnt werden, wenn das Gegenteil der behaupteten Tatsache offenkundig ist (Beispiel: Ein Beweisantrag auf Einholung eines Sachverständigengutachtens über die Existenz magischer Kräfte kann abgelehnt werden, weil die Nichtexistenz magischer Kräfte offenkundig ist).
- Die Tatsache, die bewiesen werden soll, ist für die Entscheidung ohne Bedeutung. Man unterscheidet die Bedeutungslosigkeit aus rechtlichen Gründen und die Bedeutungslosigkeit aus tatsächlichen Gründen. Aus rechtlichen Gründen ist eine Tatsache ohne Bedeutung, wenn sie weder für die Frage, ob ein Straftatbestand erfüllt ist, noch für die Rechtsfolgen der Tat eine Rolle spielt (Beispiel: Wenn dem Angeklagten Körperverletzung vorgeworfen wird, ist die Staatsangehörigkeit oder die Religion des Opfers aus rechtlichen Gründen ohne Bedeutung). Aus tatsächlichen Gründen ist eine Tatsache ohne Bedeutung, wenn sie bei der Beweiswürdigung zwar eine Rolle spielen kann, aber am Ergebnis der Beweiswürdigung nichts ändern würde, weil das Gericht den Schluss, den der Antragsteller aus der Tatsache ziehen will, nicht zieht (Beispiel: Dem Angeklagten wird vorgeworfen, seine Freundin geschlagen zu haben. Der Staatsanwalt beantragt die Vernehmung einer früheren Freundin des Angeklagten, die bekunden soll, dass auch sie vom Angeklagten früher geschlagen wurde. Diesen Antrag kann das Gericht wegen Bedeutungslosigkeit aus tatsächlichen Gründen ablehnen. Das Gericht muss nicht (kann aber) den Umstand, dass der Angeklagte früher seine ehemalige Freundin geschlagen hat, als Indiz bei der Klärung der Frage verwenden, ob der Angeklagte auch seine jetzige Freundin geschlagen hat.).
- Die Tatsache, die bewiesen werden soll, ist schon erwiesen (Beispiel: Die Staatsanwaltschaft benennt einen weiteren Belastungszeugen, obwohl das Gericht den Angeklagten bereits nach den gehörten Zeugenaussagen für überführt hält). Kein Ablehnungsgrund ist es aber, wenn nach Ansicht des Gerichts das Gegenteil der zu beweisenden Tatsache schon bewiesen ist (Beispiel: Das Gericht darf den Beweisantrag des Angeklagten auf Vernehmung eines Entlastungszeugen nicht mit der Begründung ablehnen, durch die Belastungszeugen sei die Täterschaft des Angeklagten schon erwiesen). Insoweit gilt das Verbot der Vorwegnahme der Beweiswürdigung.
- Das Beweismittel ist völlig ungeeignet (Beispiel: Vernehmung eines Blinden über die Farbe eines Autos). Nach der Rechtsprechung ist der Lügendetektor ein völlig ungeeignetes Beweismittel. Bei der Beurteilung, ob ein Beweismittel völlig ungeeignet ist, darf aber die Beweiswürdigung nicht vorweggenommen werden. (Beispiel: Den Antrag auf Vernehmung eines Zeugen darf das Gericht nicht mit der Begründung ablehnen, dass es den Zeugen für unglaubwürdig hält. Ob der Zeuge glaubwürdig ist oder nicht, kann erst nach seiner Vernehmung beurteilt werden.)
- Das Beweismittel ist unerreichbar (Beispiel: Verlesung einer Urkunde, von der nicht bekannt ist, wo sie sich befindet; Vernehmung eines Zeugen, dessen Anschrift nicht bekannt ist). Bevor das Gericht einen Beweisantrag aus diesem Grund ablehnt, muss es zumutbare Tätigkeiten entfalten, um das Beweismittel zu erreichen.
- Der Beweisantrag ist zum Zweck der Prozessverschleppung gestellt. Dieser Ablehnungsgrund greift nur, wenn die Prozessverschleppung der einzige Zweck des Beweisantrags ist, es muss ausgeschlossen sein, dass die beantragte Beweiserhebung zur Wahrheitsfindung beitragen kann. Das Gericht kann dem Angeklagten eine Frist setzen, bis zu deren Ablauf Beweisanträge zu stellen sind. Wenn der Angeklagte einen Beweisantrag erst nach Ablauf dieser Frist stellt und die Fristüberschreitung nicht nachvollziehbar und substantiiert begründet, darf das Gericht davon ausgehen, dass der Beweisantrag zur Prozessverschleppung gestellt ist[5].
- Die zu beweisende und den Angeklagten entlastende Tatsache wird so behandelt, als wäre sie wahr (Wahrunterstellung). Beispiel: Der wegen Diebstahls von Lebensmitteln angeklagte Obdachlose beruft sich, um eine mildere Strafe zu erhalten, auf die Tatsache, dass er seit drei Tagen vor der Tat nichts gegessen hat, und benennt hierfür eine Vielzahl von Zeugen. Das Gericht kann den Antrag auf Vernehmung der Zeugen ablehnen, wenn es seine Behauptung für wahr unterstellt. Die Ablehnung eines Beweisantrages wegen Wahrunterstellung ist an folgende Bedingungen geknüpft: Nur erhebliche Tatsachen dürfen für wahr unterstellt werden, die Wahrunterstellung darf nicht in Widerspruch zur Pflicht des Gerichts geraten, den Sachverhalt von Amts wegen zu ermitteln (weshalb nicht einfach alle entlastenden Behauptungen des Angeklagten geglaubt werden dürfen), die Wahrunterstellung muss im Urteil auch eingehalten werden. Wird ein Beweisantrag wegen Wahrunterstellung abgelehnt, darf das Urteil weder die für wahr unterstellte Tatsache für bedeutungslos erklären noch Feststellungen treffen, die zu der für wahr unterstellten Tatsache in Widerspruch stehen.
- Der Antrag auf Vernehmung eines Sachverständigen kann abgelehnt werden, wenn das Gericht selbst die erforderliche Sachkunde besitzt (Beispiel: Für die Beurteilung der Glaubwürdigkeit eines erwachsenen und geistig gesunden Zeugen besitzt ein Gericht in der Regel selbst die erforderliche Sachkunde) (§ 244 Abs. 4 Satz 1 StPO). Hiervon gibt es jedoch einige Ausnahmen, etwa beim ärztlichen Sachverständigen nach § 246 a StPO, wenn die Anordnung der Unterbringung des Angeklagten in einem psychiatrischen Krankenhaus, in der Sicherungsverwahrung oder in einer Entziehungsanstalt in Betracht kommt. Dann ist ein Sachverständiger über Zustand und Behandlungsaussichten des Angeklagten zu vernehmen. Weitere Ausnahmen regeln die §§ 80a, 81 StPO bzw. § 73 JGG.
- Der Antrag auf Vernehmung eines weiteren Sachverständigen kann abgelehnt werden, wenn – von bestimmten Ausnahmen abgesehen – das Gegenteil der zu beweisenden Tatsache durch das frühere Sachverständigengutachten bereits erwiesen ist.
- Der Beweisantrag auf Einnahme eines Augenscheins oder auf Ladung eines im Ausland wohnenden Zeugen kann abgelehnt werden, wenn das Gericht die Beweisaufnahme für nicht erforderlich hält (§ 244 Abs. 5 StPO). Insoweit ist aber immer die Pflicht des Gerichts, den Sachverhalt von Amts wegen zu ermitteln, zu beachten.

#### Besonderheiten bei präsenten Beweismitteln
Bei präsenten Beweismitteln, also Zeugen und Sachverständige, die vom Angeklagten oder der Staatsanwaltschaft geladen und auch erschienen sind, und sonstige vorhandene Beweismittel, ist die Möglichkeit des Gerichts, ihre Verwendung abzulehnen, erschwert (§ 245 Abs. 2 StPO). Der Beweisantrag muss abgelehnt werden, wenn die Beweiserhebung unzulässig ist. Ansonsten darf er nur abgelehnt werden, wenn die Tatsache, die bewiesen werden soll, schon erwiesen oder offenkundig ist (hier reicht es nicht, dass das Gegenteil der zu beweisenden Tatsache offenkundig ist), wenn zwischen ihr und dem Gegenstand der Urteilsfindung kein Zusammenhang besteht, wenn das Beweismittel völlig ungeeignet ist oder wenn der Antrag zur Prozessverschleppung gestellt wird. Angeklagter und Staatsanwalt können also dadurch, dass sie Beweismittel selbst herbeischaffen, das Gericht zu einer Beweiserhebung zwingen, die es sonst unter Umständen gemäß § 244 StPO ablehnen könnte. Bei Zeugen und Sachverständigen greift die Regelung aber nur, wenn sie ordnungsgemäß geladen sind. Während die Staatsanwaltschaft Zeugen und Sachverständige ebenso wie das Gericht formlos (also mit einfachem Brief oder mündlich) laden kann, muss der Angeklagte eine Ladung gemäß § 38 StPO mittels Gerichtsvollzieher vornehmen. Die bloße Tatsache, dass ein Zeuge oder Sachverständiger anwesend ist, macht ihn nicht zu einem präsenten Beweismittel im Sinne des § 245 Abs. 2 StPO.

#### Form der Ablehnung
Die Form der Ablehnung eines Beweisantrages richtet sich nach § 244 Abs. 6 StPO. Demnach darf ein Beweisantrag nur durch einen Gerichtsbeschluss (also nicht durch Entscheidung des Vorsitzenden allein), der vor Schluss der Beweisaufnahme bekanntgegeben werden muss, erfolgen. Der Beschluss muss nachvollziehbar begründen, warum der Beweisantrag abgelehnt wurde. Das Gericht darf im Urteil die Begründung nicht ändern oder weitere Ablehnungsgründe nachschieben. Derartige Ausführungen im Urteil sind bedeutungslos. Das Gericht darf sich im Urteil auch nicht in Widerspruch zu dem Beschluss setzten, mit dem der Beweisantrag abgelehnt wurde (Beispiel: Wenn ein Beweisantrag wegen Bedeutungslosigkeit der zu beweisenden Tatsache abgelehnt wurde, darf das Gericht im Urteil die Tatsache nicht als erheblich, aber durch andere Beweismittel widerlegt bezeichnen). Derartige Widersprüche können zur Aufhebung des Urteils führen.
Seit einer 2017 vorgenommenen Gesetzesänderung ist der Vorsitzende berechtigt, nach Abschluss der von Amts wegen vorgesehenen Beweisaufnahme den Verfahrens eine Frist zum Stellen von Beweisanträgen zu setzen. Nach Ablauf dieser Frist gestellte Beweisanträge können auch im Urteil selbst beschieden werden, soweit nicht dargelegt ist, dass es unmöglich gewesen war, den Beweisantrag früher zu stellen.

#### Rechtsfolgen fehlerhafter Ablehnung
Wenn das Gericht einen Beweisantrag zu Unrecht ablehnt, kann dies gemäß § 337 StPO die Revision begründen, wenn – wie in der Regel – nicht auszuschließen ist, dass das Gericht zu einem anderen Ergebnis gelangt wäre, wenn es dem Beweisantrag stattgegeben hätte. Das Revisionsgericht darf dabei nicht den Ablehnungsgrund austauschen, also bei fehlerhafter Ablehnung des Beweisantrages die Revision mit der Begründung verwerfen, dass der Beweisantrag aus einem anderen Grund hätte abgelehnt werden können.

### Bedingte Beweisanträge
Eine Besonderheit sind bedingte Beweisanträge, also Beweisanträge, die für den Fall gestellt werden, dass eine bestimmte Bedingung eintritt. Man unterscheidet:
- Hilfsbeweisantrag: Beweisanträge, die mit einem Hauptantrag verbunden werden (Beispiel: Der Verteidiger beantragt Freispruch und für den Fall, dass der Angeklagte nicht freigesprochen werden sollte, Vernehmung weiterer Zeugen). Solche Beweisanträge werden erst im Plädoyer, also nach Schluss der Beweisaufnahme, gestellt. Wenn sie abgelehnt werden, geschieht dies erst durch das Urteil. Wegen Prozessverschleppung darf ein Hilfsbeweisantrag allerdings nicht erst im Urteil abgelehnt werden, damit der Antragsteller Gelegenheit bekommt, den Vorwurf der Prozessverschleppung auszuräumen. Ausnahmsweise erst im Urteil darf wegen Prozessverschleppung der Hilfsbeweisantrag abgelehnt werden, wenn das Gericht dem Angeklagten eine Frist zur Stellung von Beweisanträgen gestellt hat und darauf hingewiesen hat, dass bei Nichteinhaltung der Frist eine Ablehnung wegen Prozessverschleppung in Betracht kommt.[5]
- Eventualbeweisantrag: Er wird für den Fall gestellt, dass das Gericht ein bestimmtes aus Sicht des Antragstellers erhebliches Element der Urteilsbegründung annimmt. Beispiel: Für den Fall, dass das Gericht davon ausgeht, dass der wegen Ladendiebstahls angeklagte Obdachlose aus Hunger gehandelt hat, beantragt der Staatsanwalt die Vernehmung eines Zeugen, der bekunden soll, dass der Angeklagte unmittelbar vor der Tat eine Mahlzeit in einer Suppenküche erhalten hat.
- Prozessual bedingter Beweisantrag: Er wird für den Fall gestellt, dass eine bestimmte Prozesslage eintritt. Beispiel: Der Verteidiger benennt einen weiteren Entlastungszeugen für den Fall, dass der zunächst von ihm benannte Entlastungszeuge nicht geladen werden kann, da sein Aufenthalt unbekannt ist.

### Abgrenzung zum Beweisermittlungsantrag
Vom Beweisantrag zu unterscheiden ist der so genannten Beweisermittlungsantrag, der kein bestimmtes Beweisthema oder kein bestimmtes Beweismittel nennt (Beispiel: Es wird beantragt, zur Klärung der Einzelheiten des Tatablaufs einen bestimmten Zeugen zu vernehmen), und die Beweisanregung (Beispiel: Es wird beantragt, das Gericht möge bei der Polizei nachfragen, ob weitere Polizeibeamten das Geschehen beobachtet haben, und diese dann als Zeugen laden). Derartige Anträge sind keine Beweisanträge. Sie können immer dann abgelehnt werden, wenn die Amtsaufklärungspflicht des Gerichts nicht gebietet, ihnen nachzugehen.

### Rechtspolitik
Im Oktober 2019 stellte die zuständige Ministerin Christine Lambrecht wesentliche Punkte ihrer Agenda vor. Im Zuge der geplanten Reform der Strafprozessordnung sollen Verfahren in Zukunft nicht mehr unnötig verzögert werden können, etwa indem ein Beweisantrag immer wieder gestellt wird. Rechte der Betroffenen würden damit nicht beschnitten.

## Zivilprozess
Im Zivilprozess ist das Recht des Beweisantrages gesetzlich nicht geregelt. Man greift daher auf die Gedanken des § 244 StPO zurück, soweit sie im Zivilprozess anwendbar sind. Im Zivilprozess ist insbesondere eine Beweisaufnahme über unstreitige Tatsachen überflüssig und sogar unzulässig. Beweisanträge werden in der Regel – anders als im Strafprozess – nicht in der mündlichen Verhandlung, sondern in vorbereitenden Schriftsätzen (§ 129 ZPO) gestellt.
Da im Zivilprozess keine Aufklärung des Sachverhalts von Amts wegen stattfindet, sind Anträge, die kein bestimmtes Beweisthema benennen, sondern auf eine Ausforschung durch das Gericht hinauslaufen (so genannter Ausforschungsbeweis), unzulässig.
Beweisanträge brauchen nicht förmlich abgelehnt zu werden. Ihre Ablehnung erfolgt schlicht dadurch, dass das Gericht ein Urteil erlässt, ohne ihnen nachgegangen zu sein. In der Praxis ist der wichtigste Grund, einem Beweisantrag nicht nachzugehen, dass die unter Beweis gestellte Tatsache unerheblich ist. Beispiel: Der Kläger verlangt vom Beklagten Schmerzensgeld, weil er behauptet, vom Beklagten geschlagen worden zu sein, und benennt hierfür einen Zeugen. Der Beklagte bestreitet dies und beruft sich auf Verjährung. Wenn das Gericht die Einrede der Verjährung für begründet hält, ist es unerheblich, ob der Beklagte den Kläger geschlagen hat. Der hierzu benannte Zeuge wird nicht mehr vernommen.